# Psychotria temetiuensis
Psychotria temetiuensis är en måreväxtart som beskrevs av David H. Lorence och Warren Lambert Wagner. Psychotria temetiuensis ingår i släktet Psychotria och familjen måreväxter. Inga underarter finns listade i Catalogue of Life.